# Associazione Calcio Torino 1952-1953
Questa voce raccoglie le informazioni riguardanti l'Associazione Calcio Torino nelle competizioni ufficiali della stagione 1952-1953.

## Divise
Nel 1952-1953, il Torino veste per la prima volta una seconda maglia ispirata alla divisa ufficiale della squadra argentina del River Plate. Fra le due squadre esiste infatti un forte gemellaggio, nato all'indomani della tragedia di Superga. Pertanto, la tradizionale seconda maglia bianca aggiunge una striscia diagonale granata.
| Casa | Trasferta |

## Rosa
| N. |                     | Ruolo | Calciatore           |
| -- | ------------------- | ----- | -------------------- |
|    | Italia (bandiera)   | P     | Livio Puccioni       |
|    | Italia (bandiera)   | P     | Giuseppe Romano      |
|    | Italia (bandiera)   | D     | Pietro Bersia        |
|    | Italia (bandiera)   | D     | Raffaele Cuscela     |
|    | Italia (bandiera)   | D     | Giuseppe Farina      |
|    | Italia (bandiera)   | D     | Giovanni Molino      |
|    | Italia (bandiera)   | D     | Cesare Nay           |
|    | Germania (bandiera) | C     | Horst Buhtz          |
|    | Italia (bandiera)   | C     | Gino Cortellezzi     |
|    | Italia (bandiera)   | C     | Antonio Gianmarinaro |
|    | Italia (bandiera)   | C     | Luigi Giuliano (c)   |

| N. |                        | Ruolo | Calciatore              |
| -- | ---------------------- | ----- | ----------------------- |
|    | Italia (bandiera)      | C     | Luigi Moltrasio         |
|    | Italia (bandiera)      | C     | Enrico Pratesi          |
|    | Italia (bandiera)      | C     | Claudio Rimbaldo        |
|    | Italia (bandiera)      | C     | Vittorio Sentimenti III |
|    | Paesi Bassi (bandiera) | C     | Faas Wilkes             |
|    | Italia (bandiera)      | A     | Alfio Balbiano          |
|    | Italia (bandiera)      | A     | Giuliano Giovetti       |
|    | Italia (bandiera)      | A     | Andrea Marzani          |
|    | Italia (bandiera)      | A     | Galdino Pinaroli        |
|    | Italia (bandiera)      | A     | Roberto Serone          |
|    | Italia (bandiera)      | A     | Mario Tontodonati       |

## Calciomercato
| Acquisti | Acquisti                | Acquisti     | Acquisti      |
| R.       | Nome                    | da           | Modalità      |
| -------- | ----------------------- | ------------ | ------------- |
| P        | Livio Puccioni          | Inter        | definitivo    |
| D        | Raffaele Cuscela        | Legnano      | definitivo    |
| D        | Giovanni Molino         | Casale       | fine prestito |
| C        | Horst Buhtz             | VfB Mühlburg | definitivo    |
| C        | Luigi Moltrasio         | Salernitana  | definitivo    |
| C        | Vittorio Sentimenti III | Lazio        | definitivo    |
| C        | Faas Wilkes             | Inter        | definitivo    |
| A        | Alfio Balbiano          | Fanfulla     | fine prestito |
| A        | Giuliano Giovetti       | Como         | definitivo    |
| A        | Andrea Marzani          | SPAL         | definitivo    |
| A        | Roberto Serone          | Pro Vercelli | definitivo    |
| A        | Mario Tontodonati       | Lucchese     | definitivo    |

| Cessioni | Cessioni               | Cessioni    | Cessioni   |
| R.       | Nome                   | a           | Modalità   |
| -------- | ---------------------- | ----------- | ---------- |
| P        | Emilio Buttarelli      | Bari        | definitivo |
| P        | Emanuele Dalla Fontana | Sanremese   | definitivo |
| D        | Lino Grava             | Inter       | definitivo |
| C        | Ernesto Giraudo        | Novara      | definitivo |
| C        | Lando Macchi           | Bari        | definitivo |
| C        | Leo Picchi             | Alessandria | definitivo |
| C        | Piero Pozzi            | Cagliari    | definitivo |
| A        | Yeso Amalfi            | Monaco      | definitivo |
| A        | Riccardo Carapellese   | Juventus    | definitivo |
| A        | Emidio Cavigioli       | Pro Patria  | definitivo |
| A        | José Florio            | San Lorenzo | definitivo |
| A        | Åke Hjalmarsson        | Nizza       | definitivo |
| A        | Enrico Motta           | Legnano     | definitivo |
| A        | Antonio Nicolazzini    | Empoli      | definitivo |
| A        | Albano Vicariotto      | Padova      | definitivo |

## Risultati

### Serie A

#### Girone di andata
| Arbitro: | Gemini (Roma) |

|                                |           |  |
| Sentimenti III 13’ Marzani 83’ | Marcatori |  |

| Arbitro: | Marchetti (Milano) |

|           |           |  |
| Zorzi 13’ | Marcatori |  |

| Arbitro: | Agnolin (Bassano del Grappa) |

|             |           |             |
| Pratesi 77’ | Marcatori | 52’ Nyers I |

| Arbitro: | Massai (Pisa) |

|                                           |           |  |
| Mannucci 31’ Ciccarelli 38’ Guarnieri 73’ | Marcatori |  |

| Arbitro: | Cartei (Firenze) |

|                                              |           |                  |
| Gianmarinaro 25’ Balbiano 29’, 65’ Buhtz 83’ | Marcatori | 35’ (rig.) Piola |

| Arbitro: | Pieri (Trieste) |

|          |           |              |
| Sega 85’ | Marcatori | 27’ Balbiano |

| Torino 2 novembre 1952, ore 14:30 UTC+1 7ª giornata | Torino          | 0 – 0 | Roma | Stadio Filadelfia\| Arbitro: \| Pieri (Trieste) \| |
| Arbitro:                                            | Pieri (Trieste) |       |      |                                                    |

| Arbitro: | Agnolin (Bassano del Grappa) |

|                                                      |           |               |
| J. Hansen 40’ Boniperti 46’ Præst 58’ Muccinelli 89’ | Marcatori | 87’ Moltrasio |

| Arbitro: | Piemonte (Monfalcone) |

|                                |           |                                      |
| Marzani 21’ Sentimenti III 65’ | Marcatori | 14’ Testa 25’ Rasmussen 59’ Sørensen |

| Arbitro: | G. Bernardi (Bologna) |

|                         |           |                    |
| Bettolini 6’ Larsen 65’ | Marcatori | 58’ Sentimenti III |

| Arbitro: | Maurelli (Roma) |

|                                       |           |            |
| Giuliano 2’ Moltrasio 64’ Pratesi 73’ | Marcatori | 4’ Cecconi |

| Arbitro: | Scaramella (Roma) |

|                                         |           |  |
| Boscolo 6’ Curti 44’ (rig.) Petagna 88’ | Marcatori |  |

| Arbitro: | Carpani (Milano) |

|                    |           |                        |
| Sentimenti III 13’ | Marcatori | 40’ Vitali 78’ Jeppson |

| Arbitro: | Maurelli (Roma) |

|  |           |             |
|  | Marcatori | 6’ Giovetti |

| Arbitro: | Bellè (Venezia) |

|                    |           |              |
| Sentimenti III 10’ | Marcatori | 13’ Frignani |

| Arbitro: | Piemonte (Monfalcone) |

|  |           |                         |
|  | Marcatori | 46’ Buhtz 54’ Moltrasio |

| Arbitro: | Pieri (Trieste) |

|          |           |                 |
| Buhtz 6’ | Marcatori | 38’ (rig.) Mike |

#### Girone di ritorno
| Arbitro: | Gemini (Roma) |

|            |           |  |
| Gritti 79’ | Marcatori |  |

| Arbitro: | Tassini (Verona) |

|  |           |                                    |
|  | Marcatori | 13’, 73’ Bacchetti 57’ (rig.) Moro |

| Arbitro: | Orlandini (Roma) |

|           |           |                                                |
| Nesti 26’ | Marcatori | 53’ (aut.) Wilkes 57’ Buhtz 70’ Sentimenti III |

| Arbitro: | De Leo (Mestre) |

|              |           |               |
| Giovetti 22’ | Marcatori | 34’ Bertoloni |

| Arbitro: | Orlandini (Roma) |

|                   |           |  |
| Miglioli 23’, 50’ | Marcatori |  |

| Arbitro: | Massai (Pisa) |

|           |           |              |
| Buhtz 53’ | Marcatori | 8’ Fontanesi |

| Arbitro: | G. Bernardi (Bologna) |

|                     |           |                      |
| Bortoletto 53’, 88’ | Marcatori | 84’ (rig.) Moltrasio |

| Arbitro: | Orlandini (Roma) |

|  |           |           |
|  | Marcatori | 68’ Præst |

| Arbitro: | G. Bernardi (Bologna) |

|                      |           |                                           |
| Rasmussen 44’ (rig.) | Marcatori | 9’ Marzani 23’ Rimbaldo 59’ (rig.) Serone |

| Arbitro: | Pieri (Trieste) |

|                          |           |  |
| Giovetti 32’ Marzani 38’ | Marcatori |  |

| Arbitro: | Gemini (Roma) |

|               |           |           |
| Martegani 67’ | Marcatori | 82’ Buhtz |

| Arbitro: | Maurelli (Roma) |

|                                                            |           |  |
| Giovetti 10’ Valenti 26’ (aut.) Buhtz 70’ Marzani 77’, 89’ | Marcatori |  |

| Arbitro: | Piemonte (Monfalcone) |

|                                    |           |  |
| Vitali 15’ Pesaola 49’ Jeppson 62’ | Marcatori |  |

| Arbitro: | Jonni (Macerata) |

|                               |           |                   |
| Serone 14’ Sentimenti III 49’ | Marcatori | 56’ (aut.) Molino |

| Arbitro: | Maurelli (Roma) |

|                                                                                 |           |           |
| Nordahl III 41’ Annovazzi 42’ Burini 45’ Sentimenti III 51’ (aut.) Frignani 78’ | Marcatori | 24’ Buhtz |

| Arbitro: | Corallo (Lecce) |

|                                  |           |           |
| Serone 14’ Marzani 53’, 87’, 75’ | Marcatori | 52’ Colla |

| Arbitro: | Arpaia (Roma) |

|                |           |                  |
| Bacci 23’, 63’ | Marcatori | 3’, 76’ Giovetti |

## Statistiche

### Statistiche di squadra
| Competizione | Punti | In casa | In casa | In casa | In casa | In casa | In casa | In trasferta | In trasferta | In trasferta | In trasferta | In trasferta | In trasferta | Totale | Totale | Totale | Totale | Totale | Totale | DR |
| Competizione | Punti | G       | V       | N       | P       | Gf      | Gs      | G            | V            | N            | P            | Gf           | Gs           | G      | V      | N      | P      | Gf     | Gs     | DR |
| ------------ | ----- | ------- | ------- | ------- | ------- | ------- | ------- | ------------ | ------------ | ------------ | ------------ | ------------ | ------------ | ------ | ------ | ------ | ------ | ------ | ------ | -- |
| Serie A      | 31    | 17      | 7       | 6       | 4       | 30      | 18      | 17           | 4            | 3            | 10           | 17           | 32           | 34     | 11     | 9      | 14     | 47     | 50     | -3 |

### Statistiche dei giocatori
| Giocatore         | Serie A  | Serie A |
| Giocatore         | Presenze | Reti    |
| ----------------- | -------- | ------- |
| A. Balbiano       | 11       | 3       |
| P. Bersia         | 1        | 0       |
| H. Buhtz          | 34       | 8       |
| G. Cortellezzi    | 3        | 0       |
| R. Cuscela        | 16       | 0       |
| G. Farina         | 34       | 0       |
| A. Gianmarinaro   | 7        | 1       |
| G. Giovetti       | 20       | 6       |
| L. Giuliano       | 34       | 1       |
| A. Marzani        | 20       | 9       |
| G. Molino         | 18       | 0       |
| L. Moltrasio      | 30       | 4       |
| C. Nay            | 12       | 0       |
| G. Pinaroli       | 1        | 0       |
| E. Pratesi        | 14       | 2       |
| L. Puccioni       | 18       | -28     |
| C. Rimbaldo       | 20       | 1       |
| G. Romano         | 16       | -22     |
| V. Sentimenti III | 30       | 7       |
| R. Serone         | 14       | 3       |
| M. Tontodonati    | 9        | 0       |
| F. Wilkes         | 12       | 1       |